# ヘッドライト (テレビドラマ)
『ヘッドライト』は、1962年10月4日から同年12月27日まで、日本テレビ系列にて放映されたテレビドラマ。
なお本項では、この続編として1963年1月3日から同年4月11日まで放映された『青年弁護士』（せいねんべんごし）についても説明。

## 概要・ストーリー
青年弁護士であり、私立探偵も兼ねる伊達一郎は、トップ屋の坂本浩、神経科インターンの女医・滝はる子らと協力し、弁護士の職分は守りながらも様々な事件と向き合い、事件解決に活躍していく。
1963年1月3日から、キャストや主題歌などはほぼそのままでタイトルが『青年弁護士』となる。この作品からは、事件や裁判などに向き合う弁護士としての伊達を描くことが主となる。
本作は、いすゞ自動車の一社提供で放映された。いすゞは1959年10月から1962年3月まで土曜22:00で放送されたドキュメンタリー番組『日本の年輪 風雪二十年』の後、半年のブランクを経ての提供だった。
本作終了後の日本テレビ木曜20時枠は定時番組を置かず、プロ野球中継または映画番組を編成、そして10月からは歌謡番組『百万ドルの饗宴』を開始、次にこの枠で現代劇が放送されるのは、5年半後の1968年10月3日開始の『泥棒育ち ドロボーイ』である。また本作終了後、いすゞ提供枠は火曜21:45 - 22:15に移動し、『男嫌い』（主演：越路吹雪ほか）を開始した。

## 放映データ
- 放映期間：
  - 1962年10月4日 - 1962年12月27日（ヘッドライト）
  - 1963年1月3日 - 1963年4月11日（青年弁護士）
- 放映曜日・放映時間帯：毎週木曜日20時 - 20時45分[注釈 2]
- 放映話数：全13話（ヘッドライト）、全13話（青年弁護士）、計26話
- 放映形式：モノクロ16mmフィルム

### スタッフ
- 企画：中田春雄
- 脚本：内田弘三、大和久守正、柳川創造、布勢博一、小沢洋、藤村正太、片岡薫、服部正美、西沢治、大津皓一、若尾徳平
- 監督：佐伯清、関川秀雄、佐藤肇、島津昇一、赤坂長義、土居通芳、伊賀山正光、飯塚増一、若林幹
- 助監督：奥中惇夫、中村経美 他
- 撮影：土屋俊忠
- 照明：吉岡伝吉
- 録音：森武憲
- 美術：有隅徳重
- 編集：鈴木寛、渡辺秀夫
- 進行：高山篤、鈴木善喜
- 音楽：塚原晢夫
- 監修：日本テレビ
- 制作：東映株式会社

### 主題歌
『ヘッドライト』 歌：竹田公彦 （作詞：宮澤章二、作曲：塚原晢夫　ポリドール）

## キャスト
- 中山昭二（伊達一郎）
- 亀石征一郎（坂本浩）
- 宮園純子（滝はる子）
- 岡本四郎（久里博 = 伊達の助手）
- 清水通子（恵子）
- 神田隆（野村部長刑事）
他

## 放映リスト

### 「ヘッドライト」
| 回数 | 放送日        | サブタイトル     | 脚本       | 監督     | ゲスト                                                          |
| ---- | ------------- | ---------------- | ---------- | -------- | --------------------------------------------------------------- |
| 1    | 1962年10月4日 | 湖畔の疑惑       | 内田弘三   | 佐伯清   | 上月佐知子、志村妙子、故里やよい、 徳大寺伸、天草四郎、清水一郎 |
| 2    | 10月11日      | 渇ける者         |            | 関川秀雄 | 花沢徳衛、青柳美枝子                                            |
| 3    | 10月18日      | 黒い契約         |            | 佐伯清   | 福田公子                                                        |
| 4    | 10月25日      | 招かれざる男     | 大和久守正 | 関川秀雄 | 杉狂児                                                          |
| 5    | 11月1日       | 偽証             | 内田弘三   | 佐伯清   |                                                                 |
| 6    | 11月8日       | 挑戦             | 柳川創造   | 佐伯清   |                                                                 |
| 7    | 11月15日      | 闇に這う者       | 布勢博一   | 佐藤肇   |                                                                 |
| 8    | 11月22日      | 新しき日のために |            |          | 矢代哲也                                                        |
| 9    | 11月29日      | いのちの冠       |            | 関川秀雄 |                                                                 |
| 10   | 12月6日       | 信ずればこそ     |            | 島津昇一 |                                                                 |
| 11   | 12月12日      | 悪の決算         |            |          | 武田竜三                                                        |
| 12   | 12月20日      | 聖しこの夜に     |            |          | 佐竹明夫、中曽根公子                                            |
| 13   | 12月27日      | 母と子           |            |          | 石崎二郎、菅井きん、志村妙子                                    |

### 「青年弁護士」
| 回数 | 放送日       | サブタイトル     | 脚本            | 監督       | ゲスト                                               |
| ---- | ------------ | ---------------- | --------------- | ---------- | ---------------------------------------------------- |
| 1    | 1963年1月3日 | 歓びの歌         |                 |            | 北山達也、成瀬昌彦、竹田公彦、北城由紀子             |
| 2    | 1月10日      | 愛情の賭け       | 小沢洋          | 関川秀雄   | 久保菜穂子、服部哲也、赤尾静子、松本克平             |
| 3    | 1月17日      | 迷い路           |                 |            | 小林裕子、水原一郎、岡田敏子、田中恵美子、菅沼正     |
| 4    | 1月24日      | 長い夜の終り     |                 |            | 松本朝夫、本山可久子、曽根秀介                       |
| 5    | 1月31日      | 灰色の過去       | 藤村正太        | 赤坂長義   | 清村耕次、筑紫あけみ                                 |
| 6    | 2月7日       | 宿命             |                 | 土居通芳   | 天知茂、富田恵子、天野新二                           |
| 7    | 2月14日      | 母ありき         | 片岡薫 服部正美 | 伊賀山正光 | 天野新二、真弓田一夫                                 |
| 8    | 2月21日      | 子供は知っている | 西沢治          |            | 中村栄二、立川恵作、竹内満、三ツ矢歌子               |
| 9    | 2月28日      | 緊急弁護         | 大津皓一        | 飯塚増一   | 上月左知子、加藤嘉、外野村晋                         |
| 10   | 3月7日       | はみだした青春   | 布勢博一        | 若林幹     | 天野新二、吉田豊明                                   |
| 11   | 3月14日      | 楽しく地獄へ     | 西沢治          |            | 田代百合子、川口知子、久保一                         |
| 12   | 3月21日      | 小さな遺産       | 若尾徳平        | 土居通芳   | 田浦正巳、緒方敏也                                   |
| 13   | 3月28日      | 絶叫             |                 |            | 清川新吾、久保菜穂子、水原ゆかり、天草四郎、河合絃司 |
| 14   | 4月4日       | 愛情の賭け       |                 |            | （第2話の再放送）                                    |
| 15   | 4月11日      | 緊急弁護         |                 |            | （第9話の再放送）                                    |